# 海原にありて歌へる
『海原にありて歌へる』（うなばらにありてうたえる）は、日本の詩人である大木惇夫が、太平洋戦争中の1942年に刊行した詩集。日本の軍政下にあったオランダ領東インドで1942年に刊行され、翌年日本国内で刊行された。
本書に掲載された「戦友別盃の歌」は、自身が乗っていた船で戦災に逢った経験が反映され、当時の兵士などに広く歌われた。